# Nagykér
Nagykér (szlovákul Veľký Kýr (korábban: Milanovce) község Szlovákiában, a Nyitrai kerületben, az Érsekújvári járásban.

## Fekvése
Nyitrától 15 km-re délkeletre, a Kis-Nyitra partján fekszik.

## Élővilága

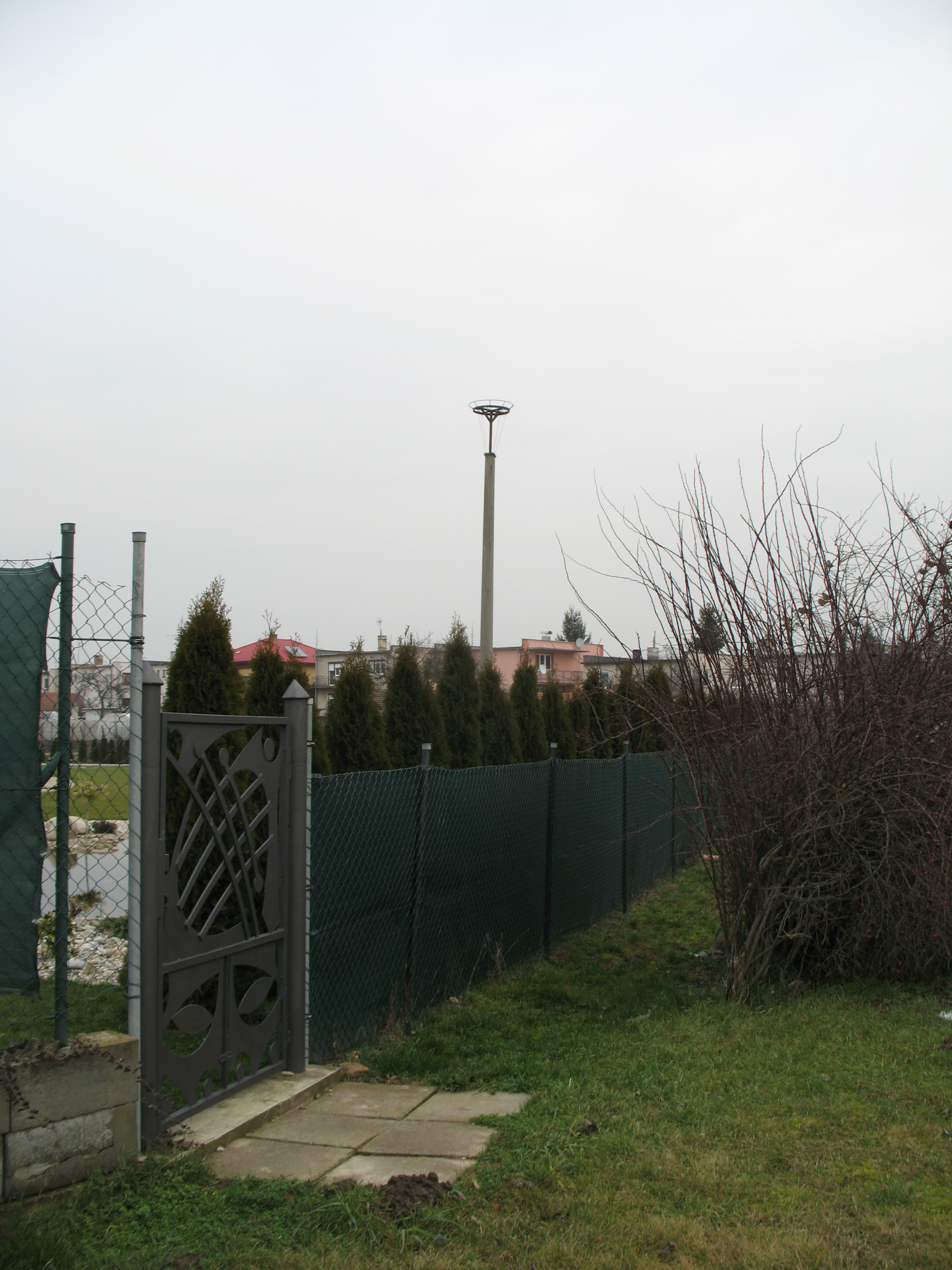
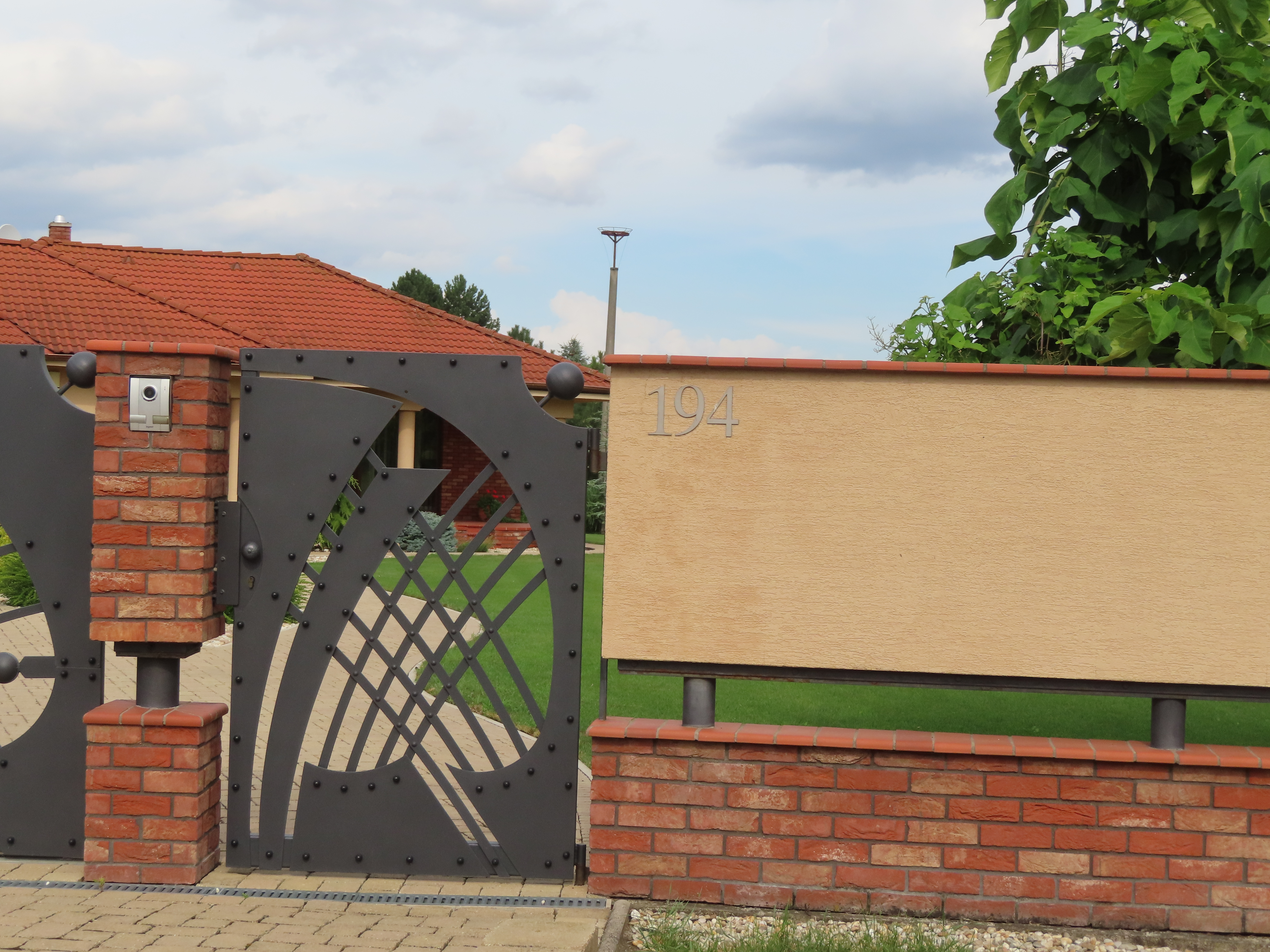
2023

Nagykéren a főút mellett van egy gólyafészek alátét. Fészkelésről nincs adat.
A juhok legeltetése régóta része volt a hagyományos gazdálkodásnak. 1739-ben birkákat, köztük 5 rackajuhot és kecskéket említenek egy peres ügyben. Székicsért és havasi lilét már a 19. században is megfigyeltek a környéken.

## Nevének eredete
Neve a magyar Kér törzsnévből származik, ami a Kér törzsből származó népelemre utal a helynév egykori (középkori) állandósulásakor. 1911-ig a Nagy-Kér formát használták, amikor a magyar közigazgatásban az 1898/IV. törvénycikk nyomán a Nyitranagykér magyar forma vált hivatalossá. Az első bécsi döntést követően 1942-ben az 1222853/1941. III.b belügyminiszteri rendelete alapján egyesítették Nyitrakiskérrel, a falu ideiglenes hivatalos magyar neve Nyitrakér lett. Hivatalos magyar nevét 1943-ban véglegesítették.
A második világháború után Csehszlovákiában a jogfosztások ideje alatt a magyar nyelv használatát előbb betiltották, majd korlátozták. Az 1948-as februári kommunista fordulat után fokozatos enyhülés következett, a falu hivatalos szlovák nevét azonban Daniel Okáli belügyi megbízott rendelete által Milanovce-ra változtatták, amit a falu 1992. augusztus 1-ig viselt, miután a szlovák neve ismét Veľký Kýr lett. A szlovák jogrend értelmében a településeknek vagy azok részeinek ma is csak egy hivatalos szlovák neve van, tehát a magyar helységnévhasználat a kormányrendeletek mellékletei ellenére nem minősülnek hivatalos magyar helynévnek. Az 534/2011 sz. szlovák kormányrendeletének melléklete értelmében a szlovákiai közigazgatásban használható magyar forma Nagykér (Ezt használják az önkormányzatok a magyar nyelvű érintkezésükben legalább 1999-től, amióta a korábbi kormányrendelet hatályos és ez szerepel többek között a helységnévtáblákon is). A kisebbségi kormánybiztos hivatala által összeállított lista azonban nem veszi figyelembe még a szlovákiai azonos magyar névalakokat sem, mint ahogy a lista szlovák politikai befolyásoltsága is egyértelmű.

## Története
A régészeti leletek szerint területén már a kőkorszakban laktak emberek. Az újkőkorszakban a vonaldíszes kerámia és a zselízi csoport népe élt ezen a területen. Késő vaskori (latén) leletek is előkerültek, a római korban pedig germán település állt itt. A község területén feltárt 4. századi római épületmaradványokat egyes régészek római őrállomásként, az újabb kutatások alapján mások viszont kvád előkelőség rezidenciájaként azonosítják. Az épületekhez a XIV. légió és más egységek égetett tégláit használták fel. 1958-ban három avar kori sírt bolygattak meg, melyből a nyitrai Régészeti Intézet 3 kerámiát szerzett meg. A határában 9. és 10. századra keltezhető települést és temetőt tártak fel. A honfoglalást követően vegyes magyar-szláv falu állt itt.[forrás?]
Már a 11. században állt Szent Kelemen tiszteletére szentelt temploma, mely a tatárjárás idején pusztulhatott el. A települést 1113-ban Könyves Kálmán király oklevelében Keer néven említik először. 1156-ban Ker, 1222-ben Ker, 1269-ben Keer alakban említik az oklevelek. Első ismert birtokosa a zobori bencés apátság volt. A települést és templomát a tatárjárás elpusztította, de 1332-ben már állt az új templom. 1349-től a falu az esztergomi érsekség birtoka, mely egy részét egyházi nemeseknek adta. 1494-ben kiskéri nemesek szerepelnek tanúként.
Egy 16. század végi urbáriumban oppidumként Nagykér alakban szerepel, a nemeseket külön sorolva. Az esztergomi érsekség birtokán 1597-ben végeztek kárfelmérést. A 17. század elejétől gyors fejlődésen ment keresztül, kiváltságokat és vásártartási jogot kapott. 1631-ben a Cétény vize erősen megáradt, ezért a katonaság más szállást keresett, például Berencsen, Köpösdön és Mocsonokon. 1632 januárjában a török a környékével együtt feldúlta. 1663 és 1685 között török uralom alatt állt. Lakói közül sokan elmenekültek, mások elestek. 1664-ben az újvári ejálet török deftere 60 háztartásban 84 fejadófizető személyt sorol fel Nagykéren. A török kiűzése után megkezdődött újratelepítése, azonban korábbi kiváltságait már nem kapta vissza. 1690-ben, 5 évvel a török kiűzése után 320-an lakták.
1720-ban 25 adózó háztartása volt. 1784-ben a Konszky család szerzett egyházi nemesi adományt a faluban. 1787-ben 174 ház állt a községben. Lakói mezőgazdasággal, szőlőtermesztéssel, állattartással foglalkoztak. 1816-ból ismert a Nagykér melletti Nyitra szakasz folyószabályozási térképe, melyen vizimalom is látható. 1884-ben Simor János érsek 50 forintot adományozott a tűzoltóegyletnek. Erzsébet királyné halála után emlékére a faluban 130 nyárfát ültettek.
Legrégebbi fennmaradt réz pecsétnyomója 1671-ből származik. Lenyomata a Prímási Levéltárból ismert.
Vályi András szerint "Kis Kér, vagy Apáti Kér, Nagy Kér. Két magyar falu Nyitra Várm. földes Ura az Esztergomi Érsekség, lakosai leg inkább katolikusok, fekszik Komjáti, és Czétény között, Nyitra folyó vize mellett. Kis Kér, Nagy Kérnek filiája, a’ faluk együtt fekszenek; de határjaik külömbözők, ’s Kis Kért tsupán az Érsek’ Nemesei lakják, határbéli földgyeik jó termékenységűek, legelőjők, réttyeik jók, de fájok nints, szőlő hegyek is soványas."
Fényes Elek szerint "Kis- és Nagy-Kér, Nyitra m. két egymás mellett lévő magyar helység, a Nyitra bal partján, Nyitrától délre 3 órányira. Az első számlál 354 kath., a második 1158 zsidó lak. Van kath. paroch. templom. Határok első osztálybeli, bővelkedik sikeres buzával, árpával, kölessel, kukoriczával, sat.; rétjei kétszer kaszálhatók, s nagy kiterjedésüek; szarvasmarhát sokat tartanak. F. u. az esztergomi érsek."
A trianoni békeszerződésig Nyitra vármegye Érsekújvári járásához tartozott.
1932. február 10-én demonstrációt tartottak a faluban a jobb munkakörülmények eléréséért. Az első bécsi döntést követően a szlovák hatóságok Nagykérnél a senki földjére szállítottak számos (cseh)szlovákiai zsidó családot. Hasonlóan tettek a magyar katonai hatóságok is, Tardoskedden és Nagykéren keresztül telepítették ki Komáromból a nemkívánatos személyeket. Nagykéren a zsinagógában tartották őket zárva. 1944. március 27-én a harcok következtében a Nyitra hídjai megsemmisültek. 1948-ban a község szlovák neve Milanovce lett. Termelőszövetkezete 1949-ben alakult. 1989-ben visszakapta korábbi szlovák nevét.

## Népessége
| Év:            | 1994. | 2004.   | 2014.   | 2024.   |
| -------------- | ----- | ------- | ------- | ------- |
| Emberek száma: | 3347  | 3092    | 3017    | 2931    |
| Eltérés:       |       | -7,61 % | -2,42 % | -2,85 % |

| Év:            | 2023. | 2024.   |
| -------------- | ----- | ------- |
| Emberek száma: | 2963  | 2931    |
| Eltérés:       |       | -1,07 % |

1880-ban Nagykért 1793-an lakták, ebből 1461 magyar, 224 szlovák, 47 német, 2 egyéb anyanyelvű és 59 csecsemő; illetve 1681 római katolikus, 109 zsidó, 2 evangélikus és 1 református vallású.
Kiskért 250-en lakták, ebből 202 magyar, 28 szlovák, 12 német anyanyelvű és 8 csecsemő; illetve 236 római katolikus, 13 zsidó és 1 református vallású.
1890-ben Nagykérnek 1699 lakosából 1588 magyar, 101 szlovák, 10 német, míg Kiskérnek 219 lakosából 206 magyar, 12 szlovák és 1 német volt.
1900-ban Nagykérnek 1659 lakosából 1547 magyar, 76 szlovák, 35 német és 1 egyéb nemzetiségű, ugyanakkor Kiskérnek 347 lakosából 299 magyar és 48 szlovák.
1910-ben Nagykér 1952 lakosából 1812 magyar, 124 szlovák és 16 német, ebből 1882 római katolikus és 70 zsidó vallású. Kiskér 236 lakosából 200 magyar, 35 szlovák és 1 német, ebből 221 római katolikus és 15 zsidó felekezetű.
1919-ben Nagykért 2164-en lakták, ebből 2006 magyar, 157 csehszlovák és 1 német nemzetiségű, illetve 2127 római katolikus, 32 zsidó, 2 református és 3 evangélikus vallású volt. Kiskért 218-an lakták, ebből 204 magyar és 14 csehszlovák, illetve 205 római katolikus és 13 zsidó vallású.
1921-ben 2157 lakosából 1896 magyar és 237 csehszlovák volt. Kiskéren 174 magyar és 53 csehszlovák élt.
1930-ban 2435 lakosából 2085 magyar és 331 csehszlovák volt. Kiskéren 202 magyar és 82 csehszlovák élt.
1938-ban 132 zsidó élt a faluban.
1941-ben 2540 lakosa volt.
1970-ben 3514 lakosából 2468 magyar, 1041 szlovák, 3 cseh és 2 ukrán vagy ruszin volt.
1980-ban 3562 lakosából 2493 magyar, 1066 szlovák, 1 ismeretlen nemzetiségű és 2 cseh volt.
1991-ben 3438 lakosából 2376 magyar és 1057 szlovák volt.
2001-ben 3190 lakosából 2051 magyar és 1125 szlovák volt.
2011-ben 3008 lakosából 1634 magyar és 1318 szlovák.
2021-ben 2980 lakosából 1423 (+121) magyar, 1504 (+137) szlovák, 2 cigány, (+1) ruszin, 20 (+6) egyéb és 31 ismeretlen nemzetiségű volt.

## Neves személyek

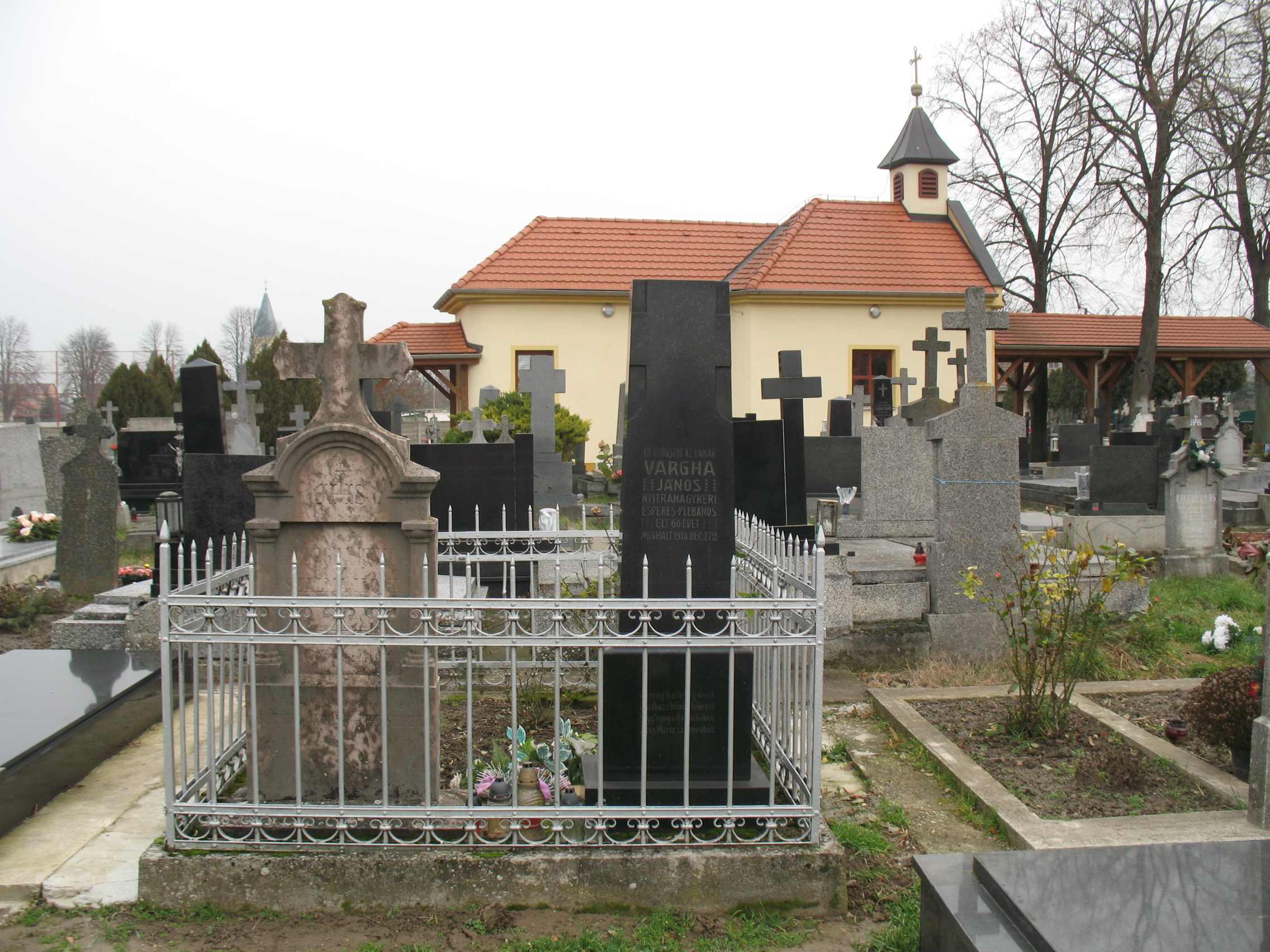
Vargha János sírja

- Itt született Kéri Sámuel (eredetileg Zorád) ferences szerzetes.[40]
- Itt született 1832. július 13-án Botlik Elek pap.[41]
- Itt született 1860. február 28-án Kántor Imre költő.
- Kiskéren született 1869. július 13-án Kántor Elek kántortanító, iskolaigazgató, egyházi zenemű-szerző.[42][43] Egyik fia Kántor József (1902-1989) gyulai fül-orr-gégész főorvos volt.
- Itt született 1870-ben Lelley Jenő ügyvéd, politikus.
- Itt született 1928-ban Szőke József (1928–2010) szlovákiai magyar író, szerkesztő, bibliográfus, művelődésszervező, a szlovákiai magyarság jeles közéleti személyisége.
- Itt született 1937-ben Bálint Lajos pedagógus, kutató.[44]
- Itt született 1967-ben Pindes Ivett élelmiszerbiztonsági szakember, múzeumalapító.[45]
- Innét származik Lörincz Beáta (1970) levéltáros.[46]
- Itt szolgálhatott Báthy László (1861-1933) kanonok.
- Itt szolgálhatott Tyukoss János (1870-1948) esperes-plébános, csehszlovákiai magyar politikus.
- Itt szolgált Hoderman Lajos (1799-1870) plébános.[47]
- Itt szolgált Pongrácz Adolf (1837-1915) választott püspök.[48]
- Itt szolgált Tantossy Viktor (1842-1889) bussai plébános.[49]
- Itt szolgált Vargha János (1856-1918) esperes, plébános.[50]
- Itt szolgált Herodek Antal (1872–1951) főesperes, plébános.
- Itt szolgált Elek Lajos (1921-2007) plébános.

## Nevezetességei

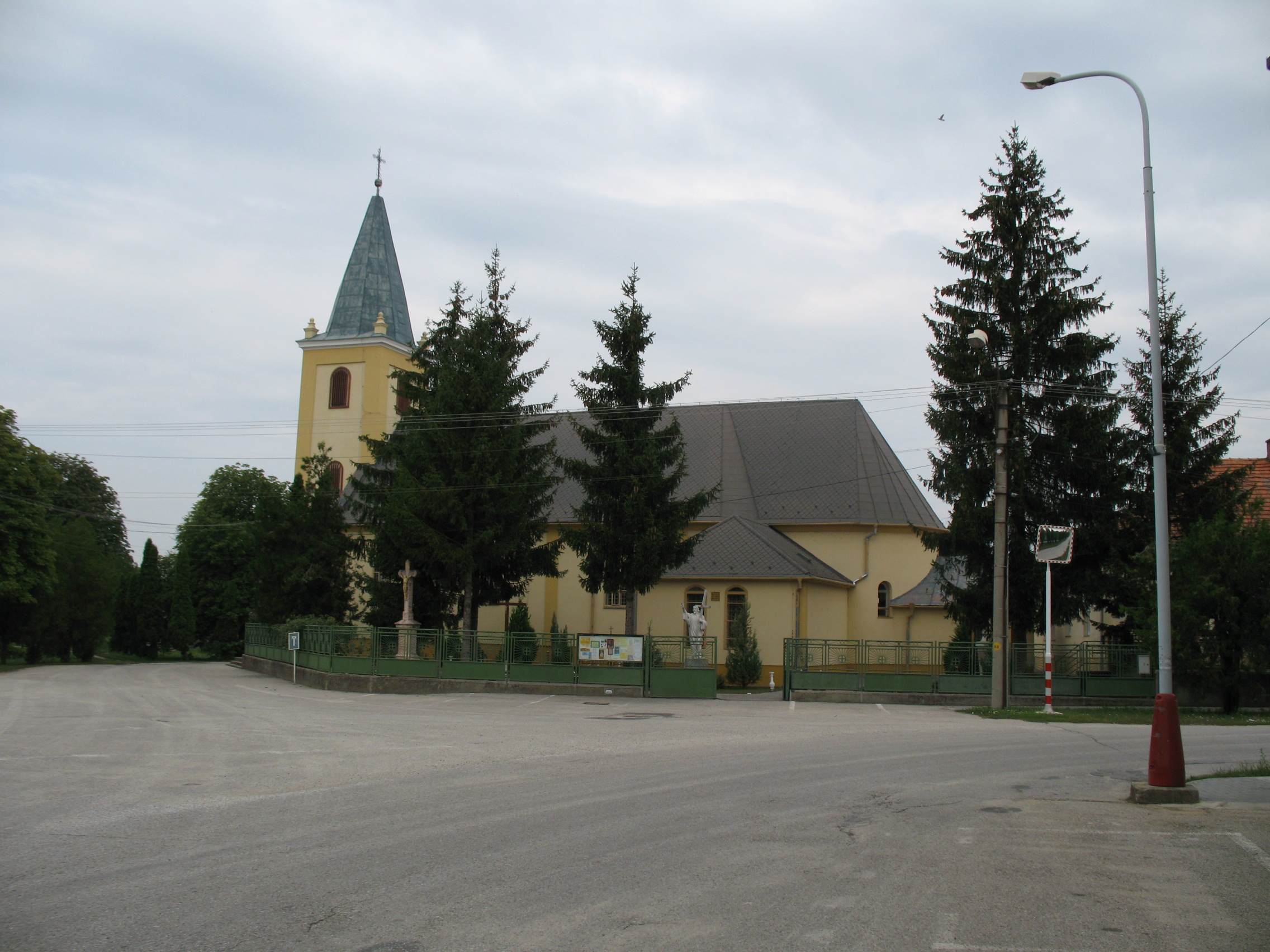
Templom
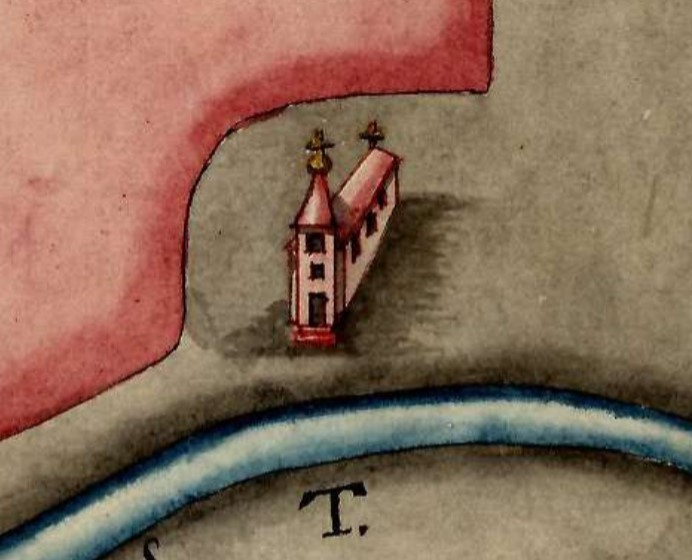
1816
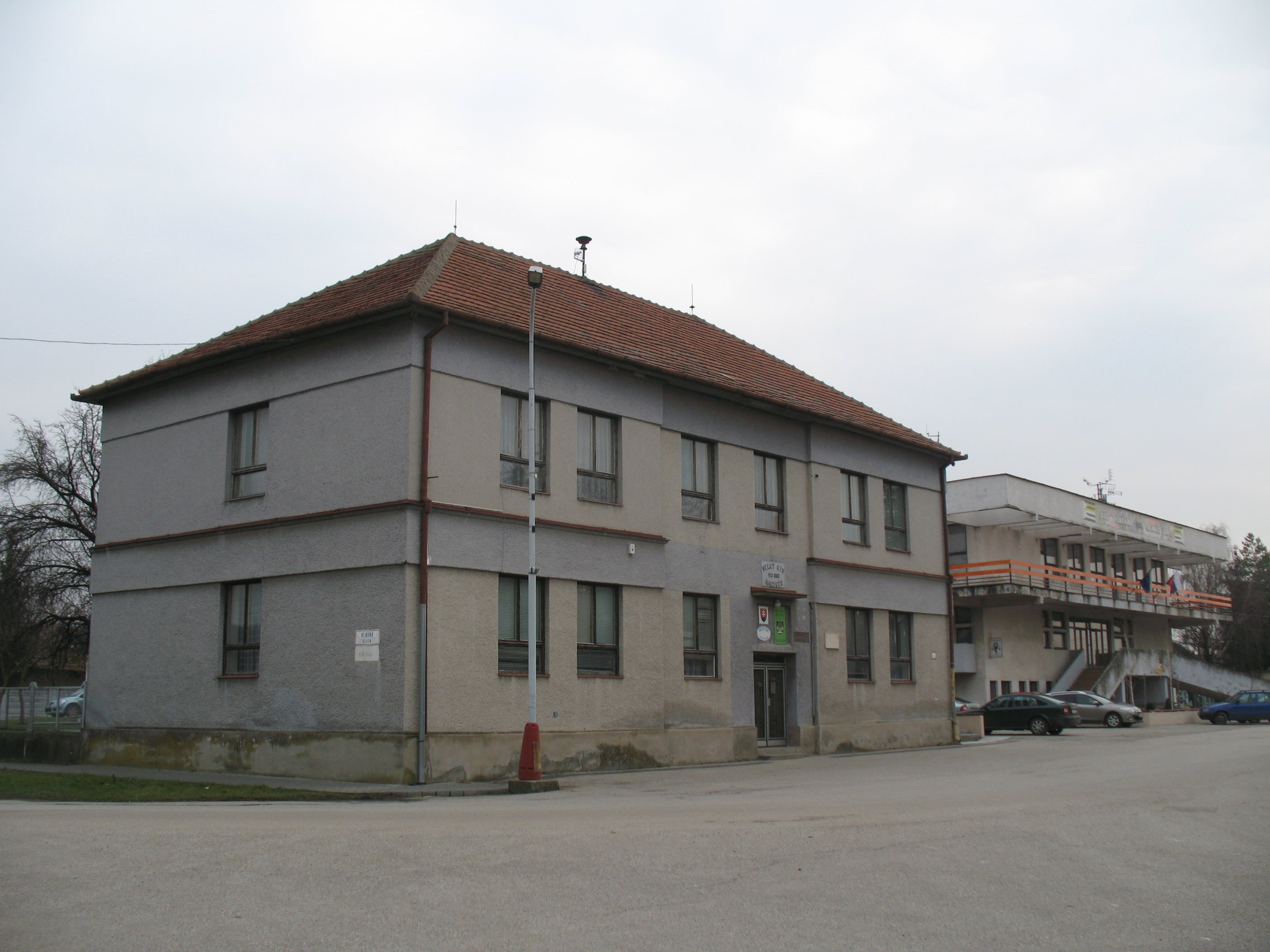
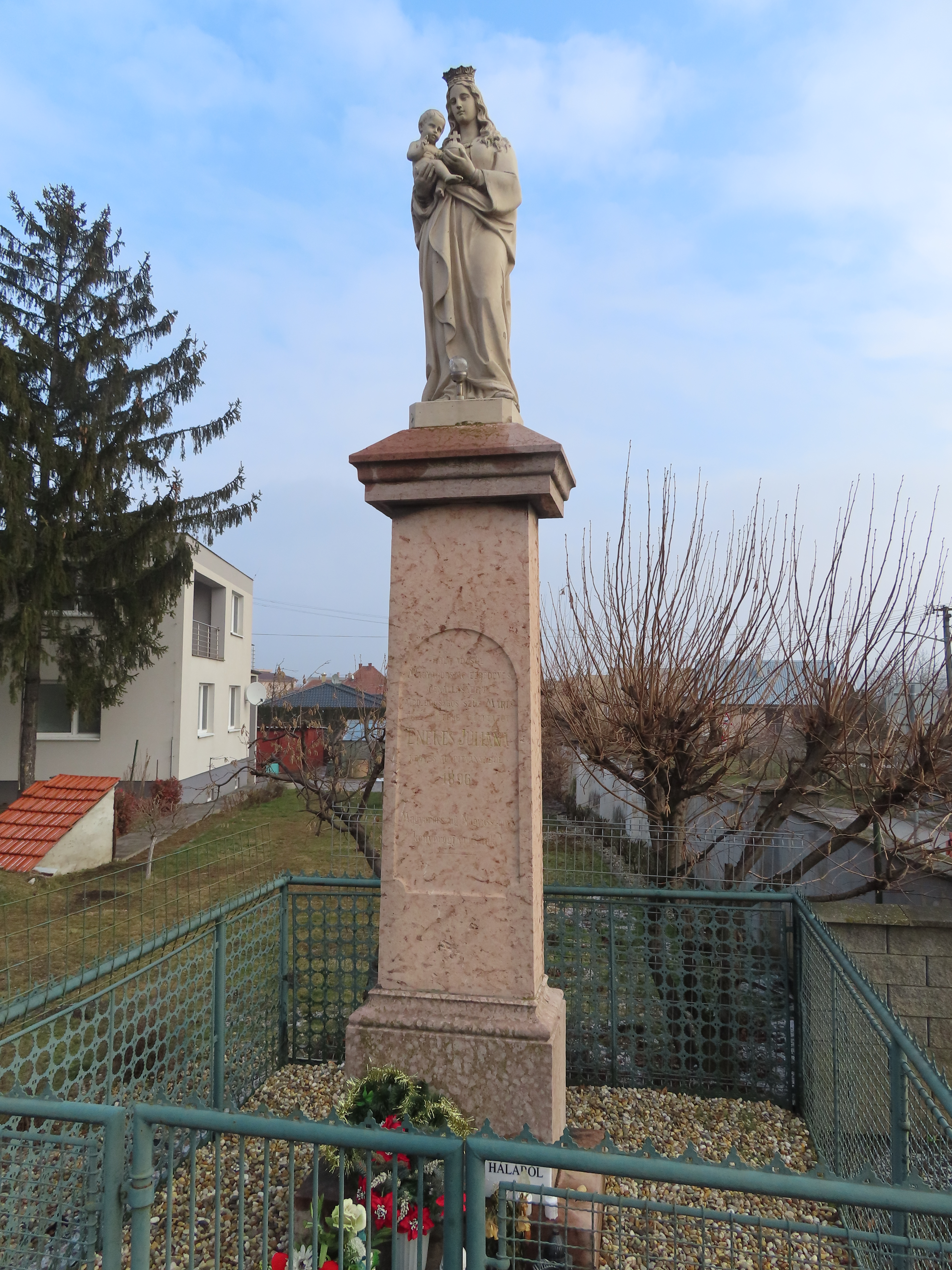
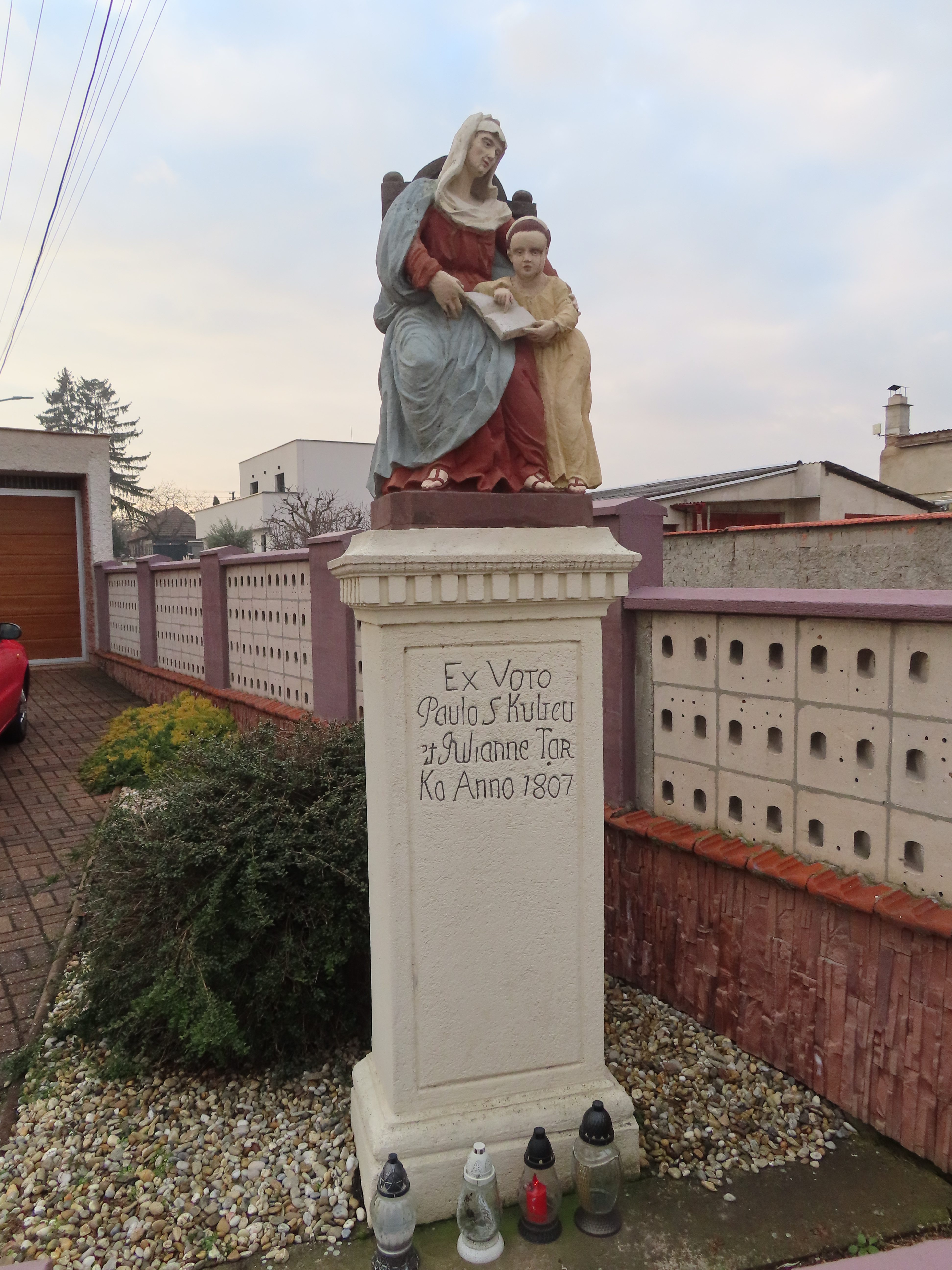
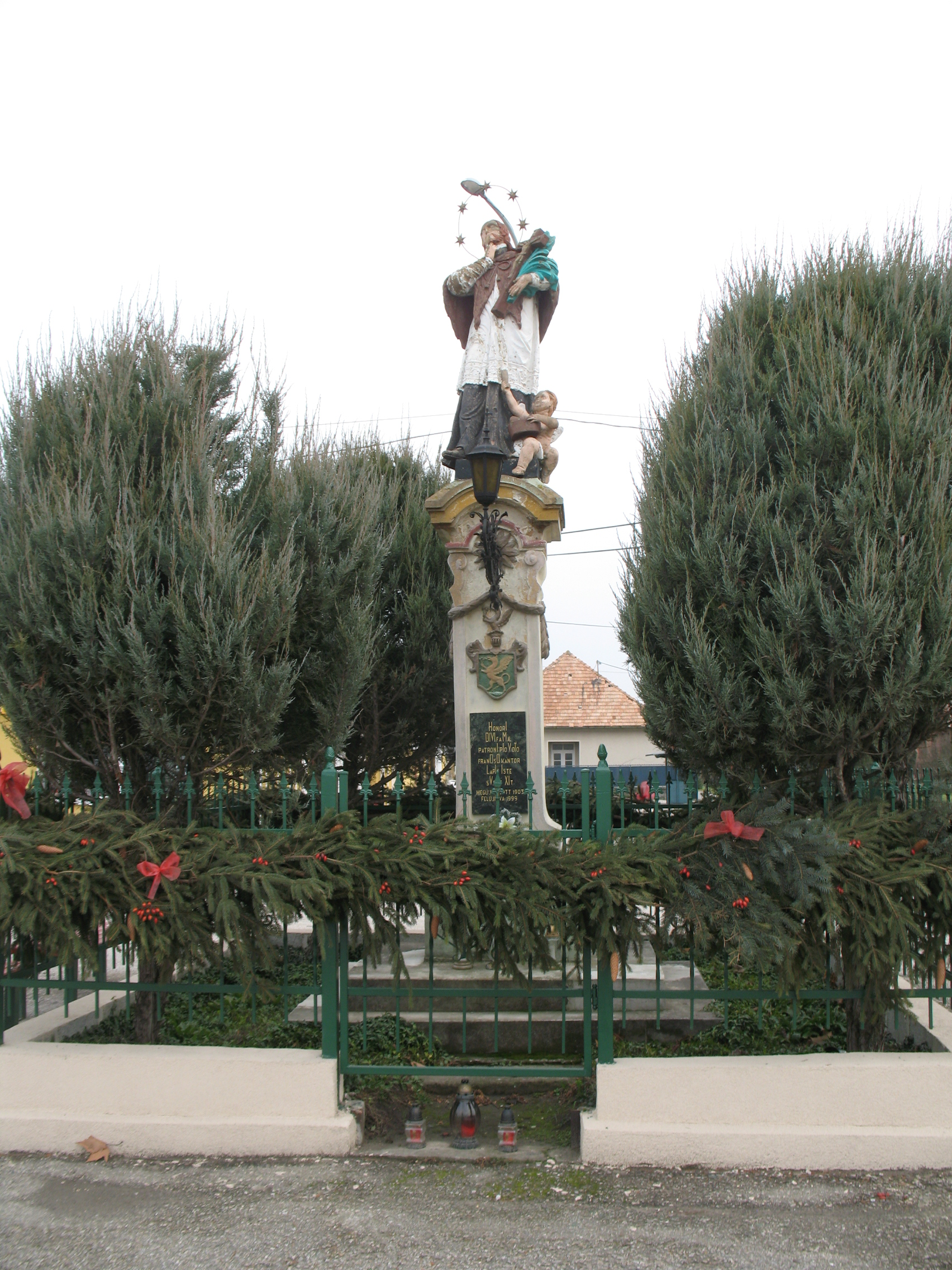
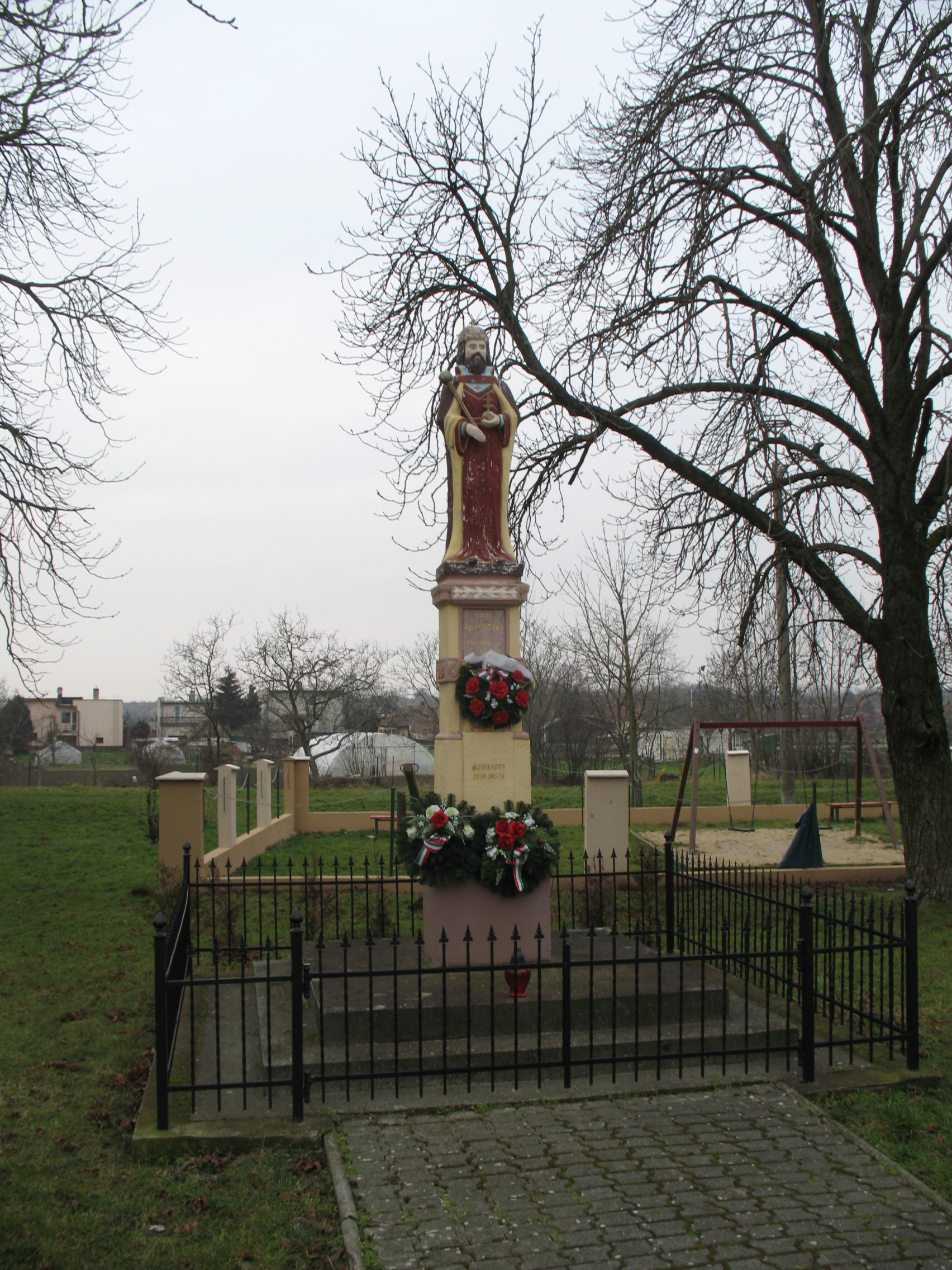
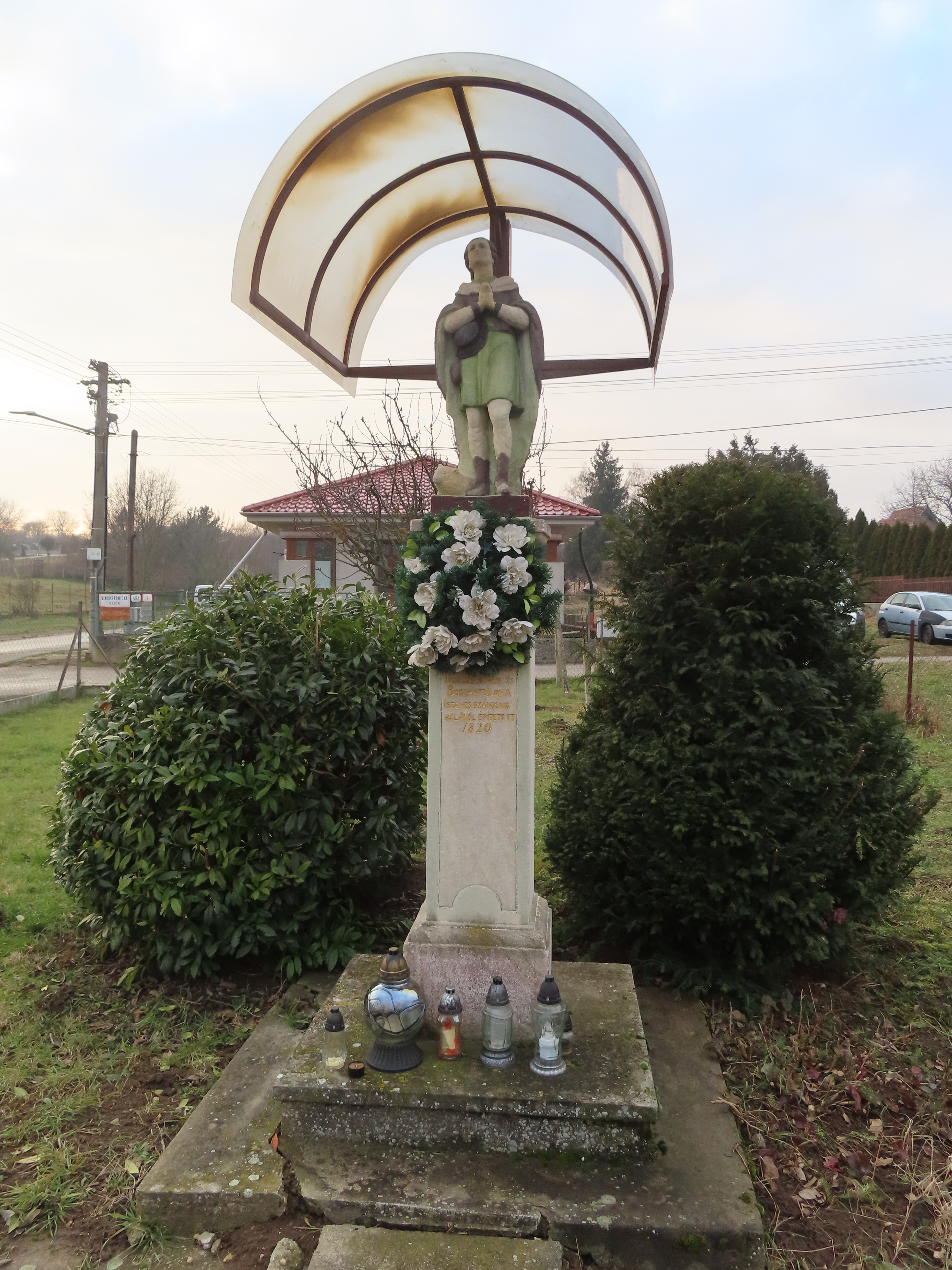
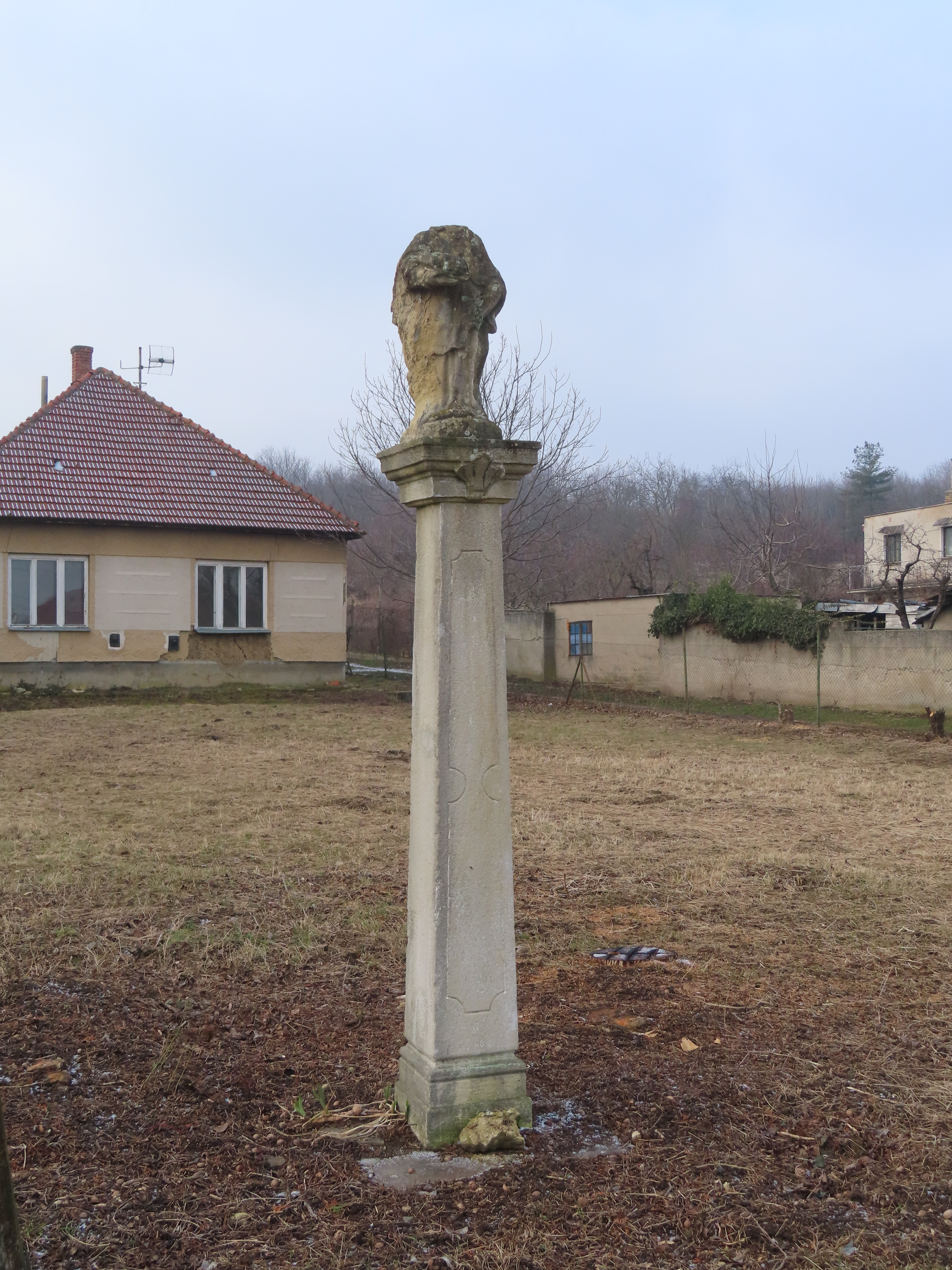
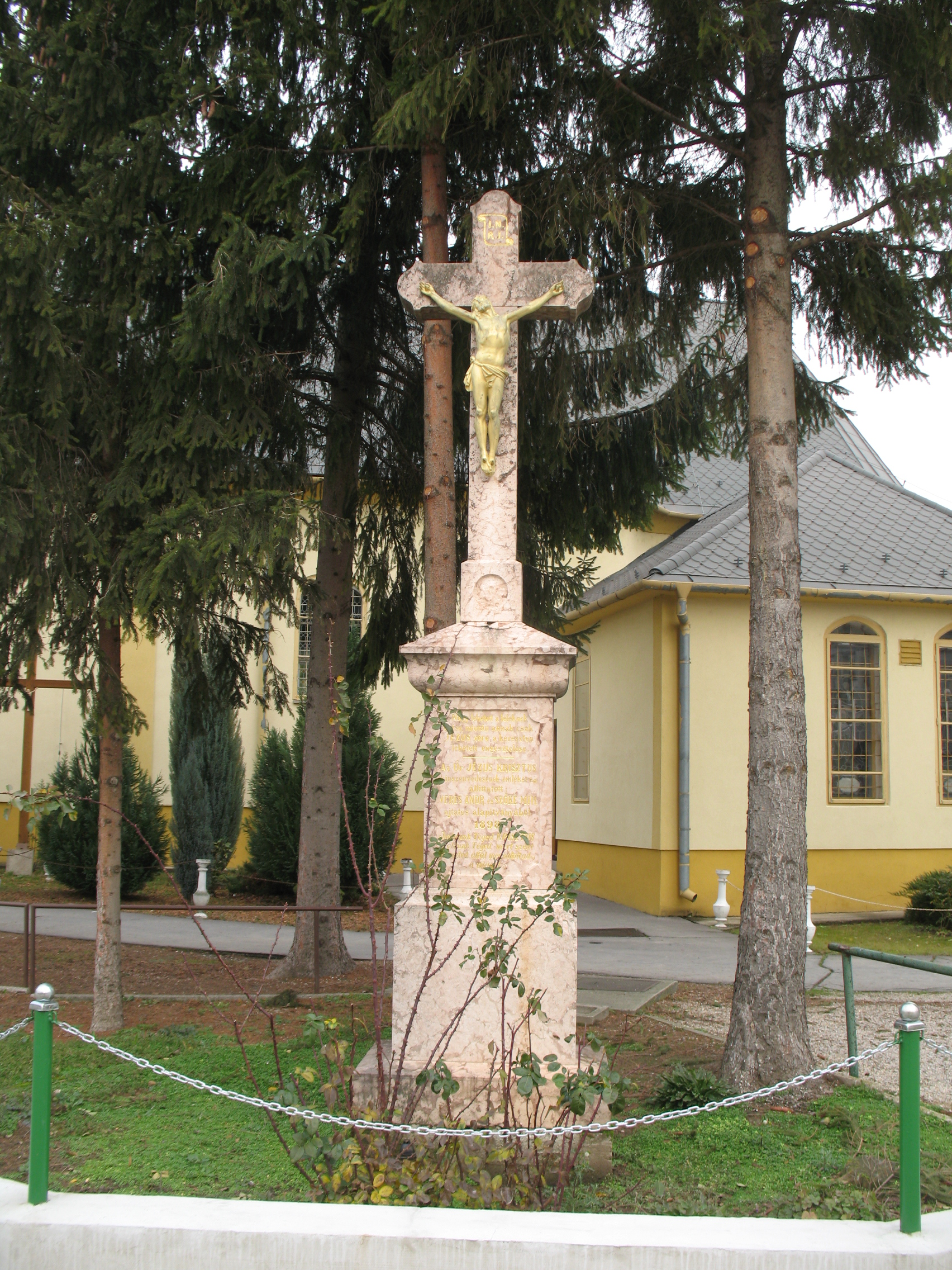
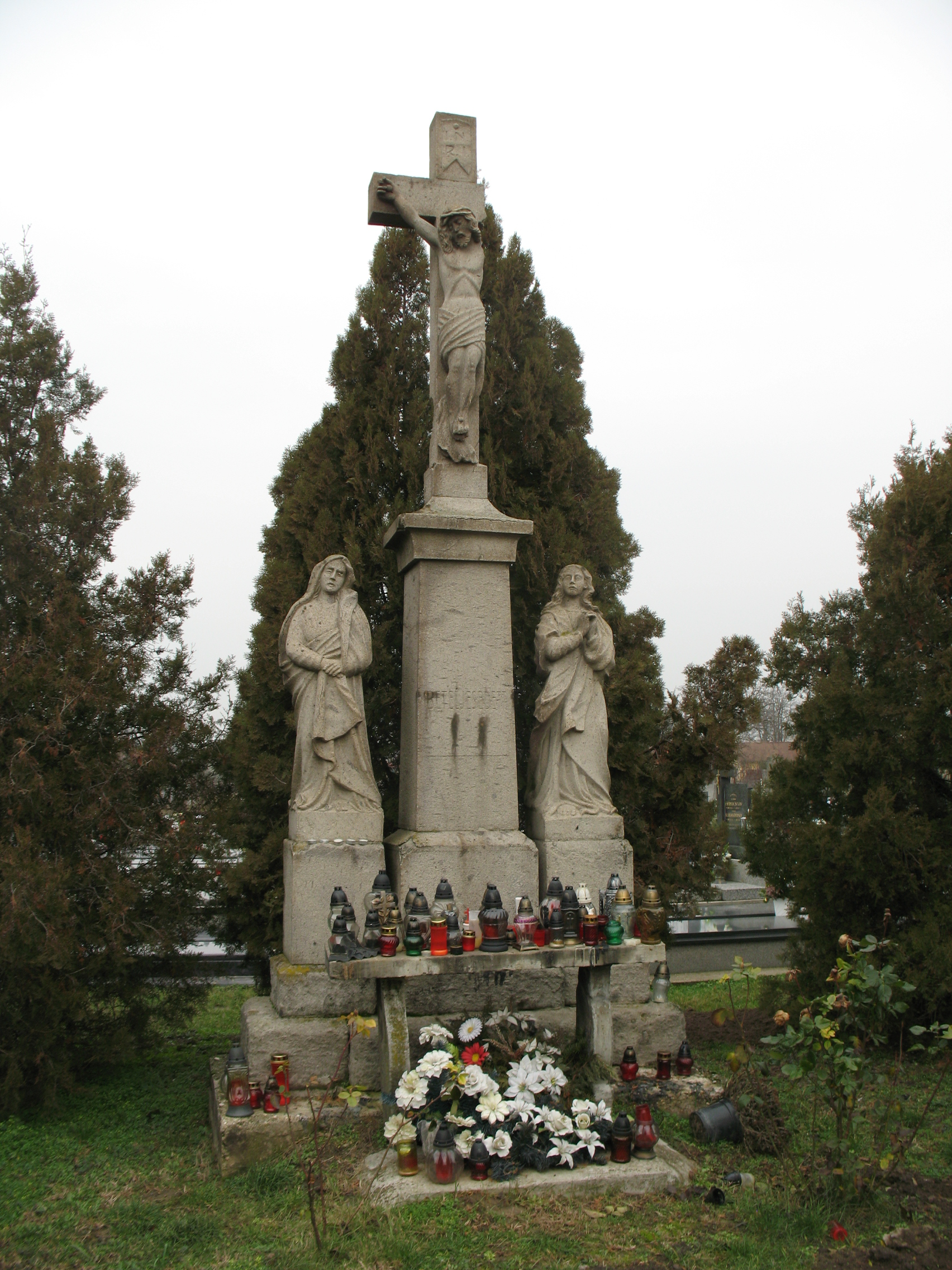
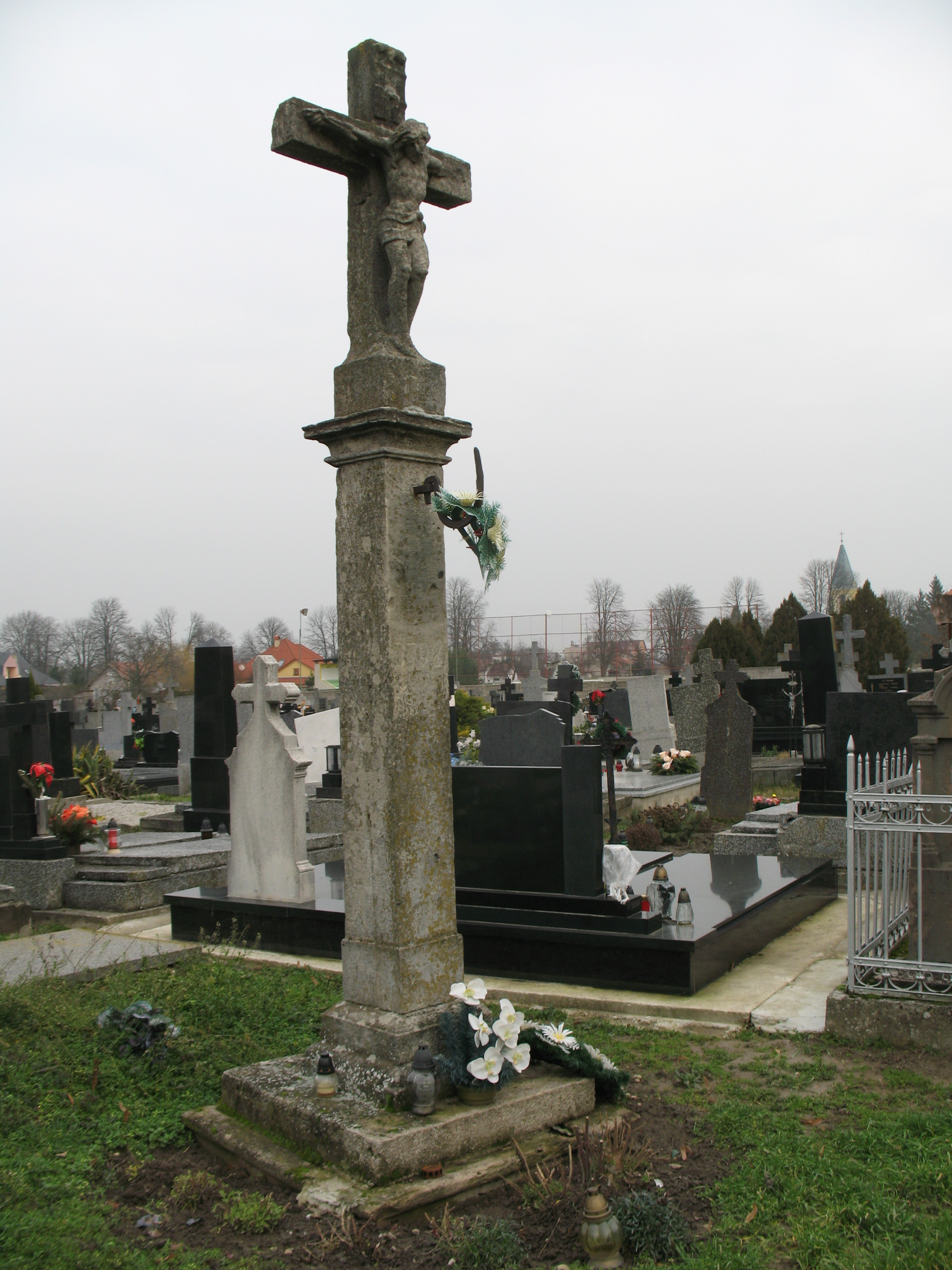
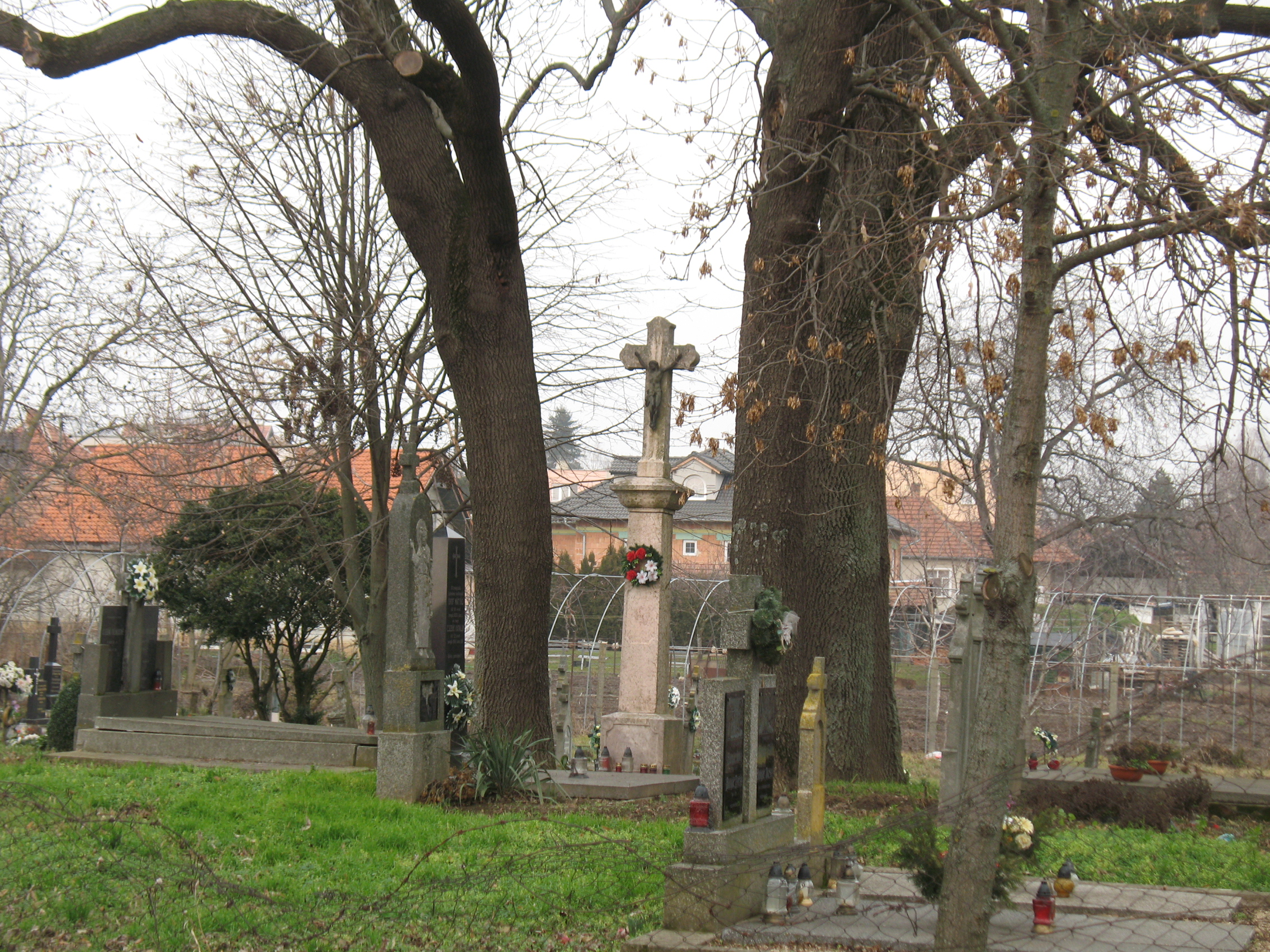
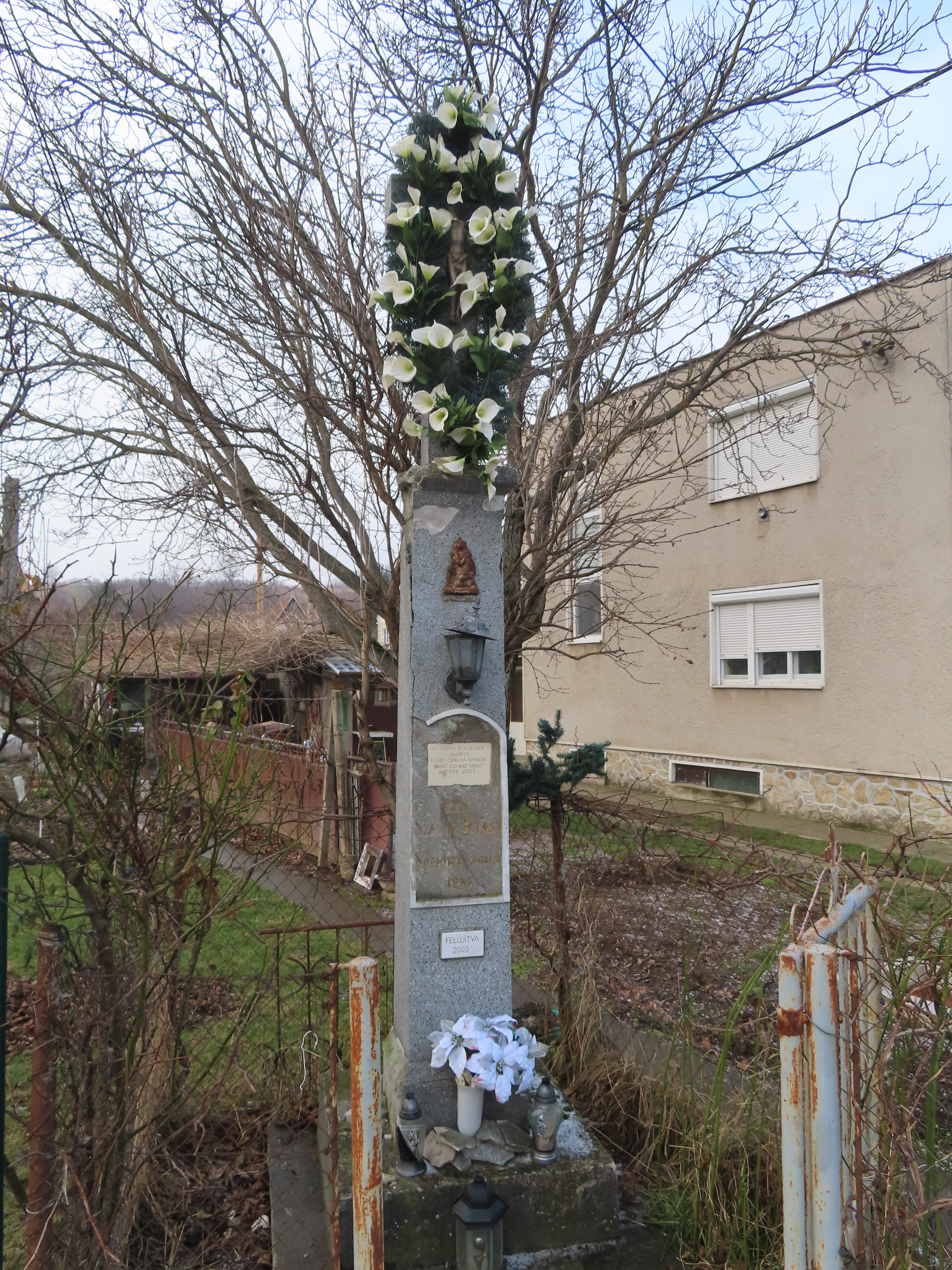
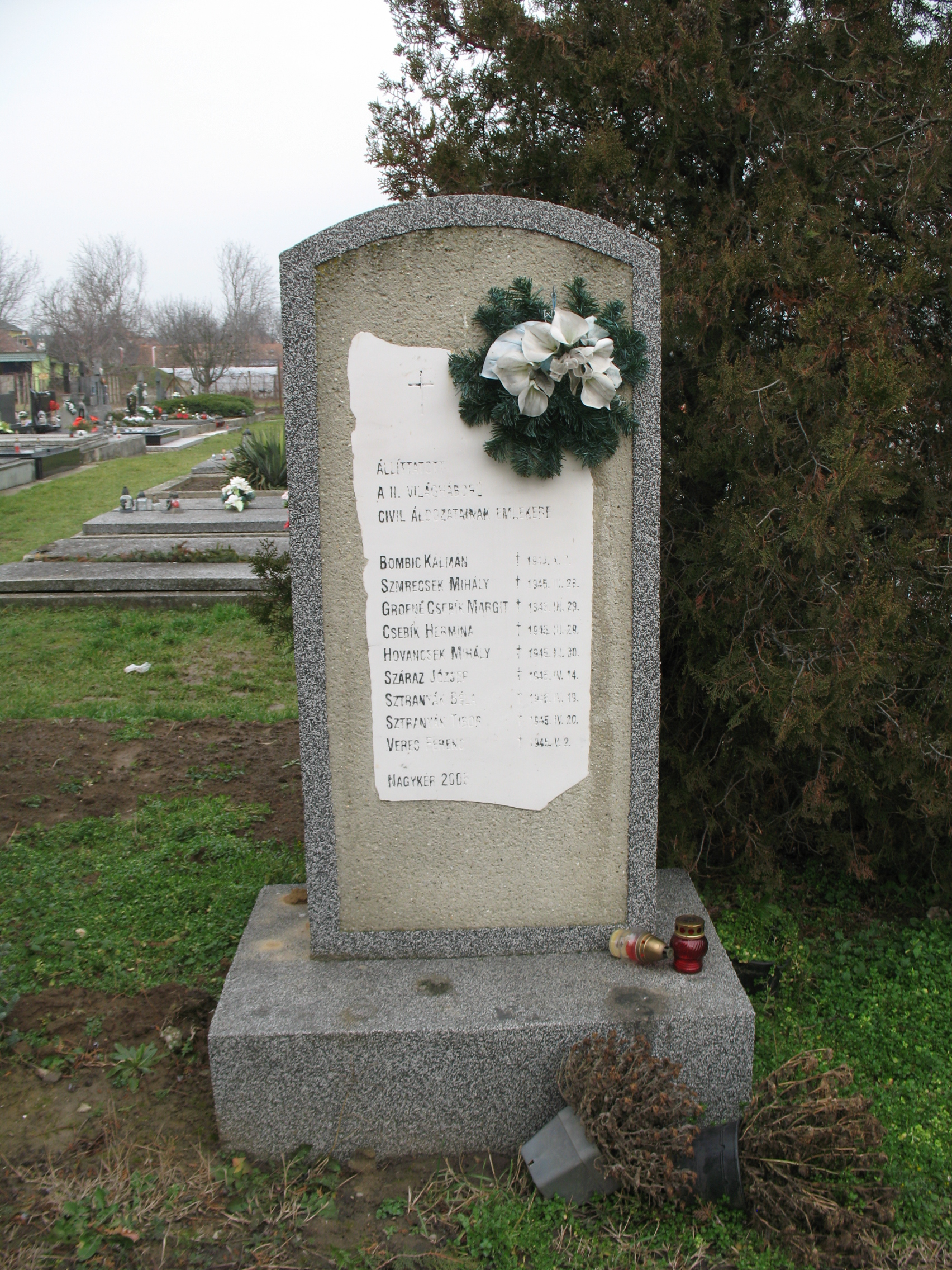

- A Szent Kereszt Felmagasztalása tiszteletére szentelt római katolikus temploma 1332 és 1371 között épült. 1691-1692-ben Franyó Mihály plébános alatt újítatták. 1734-ben bővítették. Orgonája 1912-ben készült, 2004-ben restaurálták. Egykori harangját egy 1714-es vallomás szerint még Thököly előtti időben a török elvitte és Szolnok melletti Abonyban búzáért eladták, de a harangot később már nem keresték.[51] A templomot a település szélén, a Nyitra partján térben ábrázolják az 1816-os térképen.
- A Szentháromság kápolnát 1793-ban későbarokk stílusban építették. 2006-ban megújították.
- 1839-ben volt a faluban zsinagóga.[52]
- Szent Orbán szobrát 1994-ben állították.[53]

## Külső hivatkozások
- Községinfó
- Nagykér Szlovákia térképén
- Travelatlas.skl
- Az alapiskola honlapja
- E-obce.sk Archiválva 2007. október 31-i dátummal a Wayback Machine-ben